# きのこの山

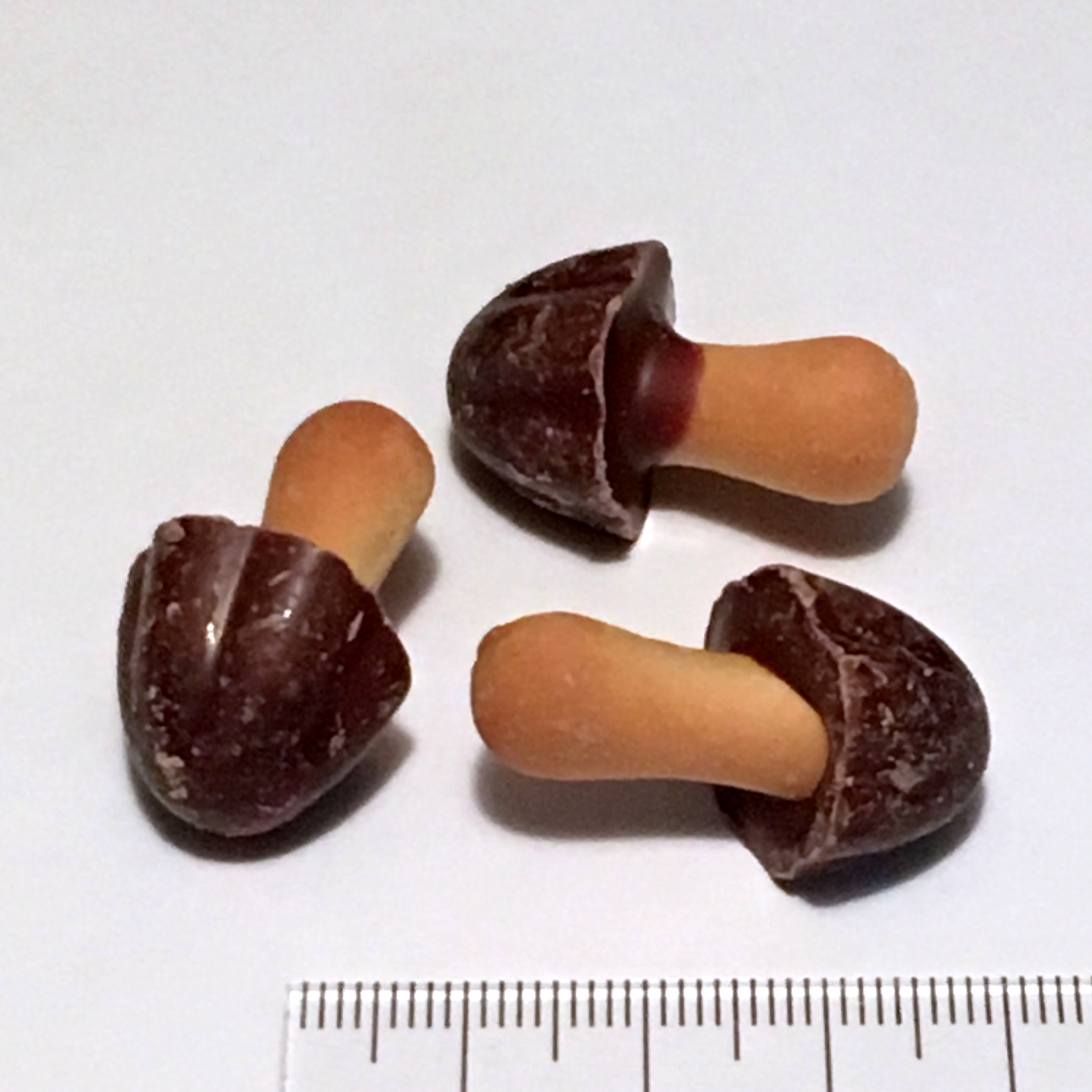
きのこの山

きのこの山（きのこのやま）は株式会社明治が1975年から製造・販売しているチョコレートスナック菓子。長さ3センチほどのキノコ型をしており、クラッカーの芯の頭をチョコレートが覆っている。姉妹品に「たけのこの里」がある。

## 歴史

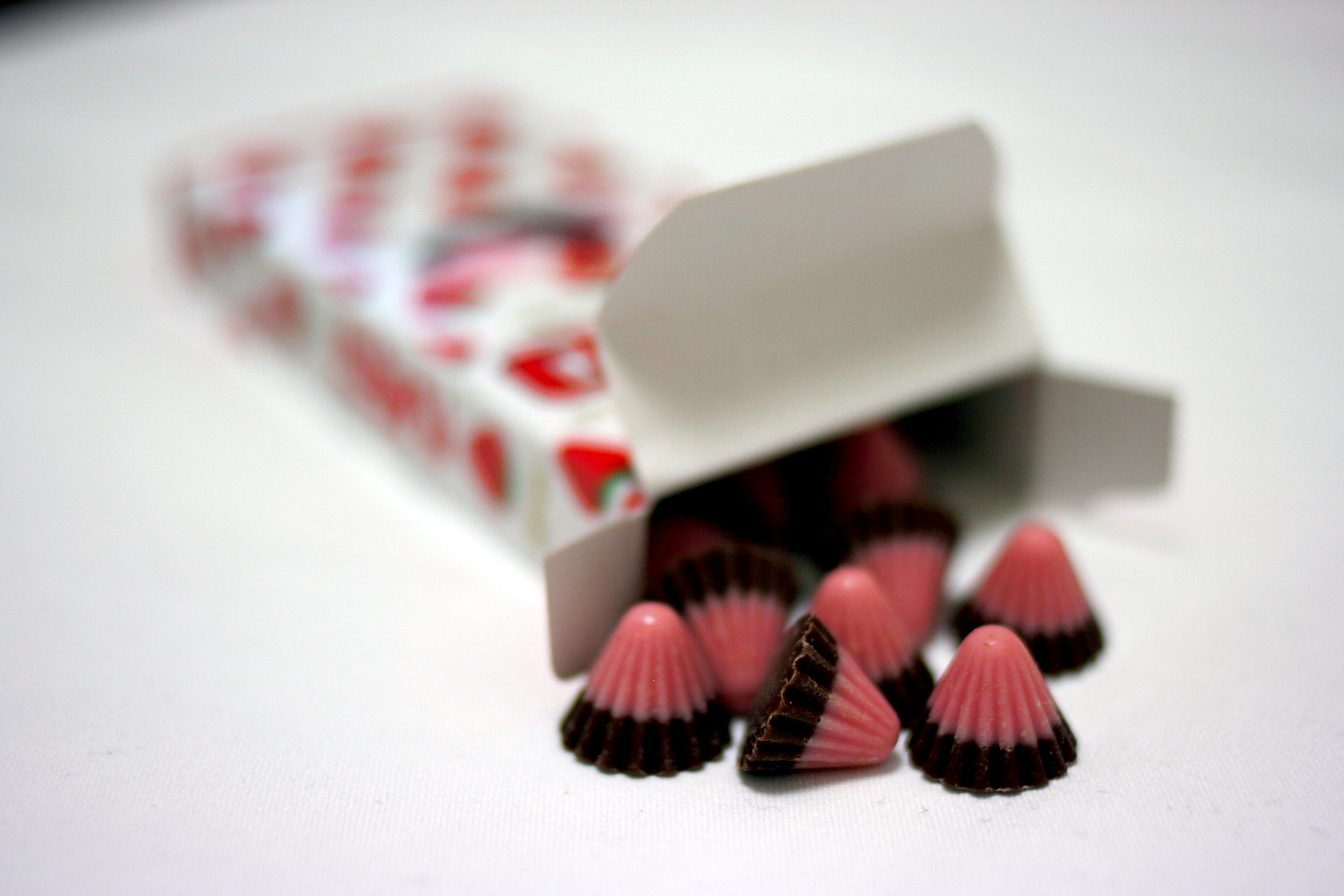
アポロ

1969年（昭和44年）に明治の大阪工場でアポロの生産が始まったが当初は売れ行きが不調であったため、その円錐形の小粒チョコの生産ラインを有効活用できないかと大阪工場の担当者が作った試作品がきのこの山の原型にあたる。それは円錐形のアポロを傘に見立て、その底面にクッキーの軸を挿してキノコの形にするというアイデアであった。この試作品は1970年（昭和45年）に、アポロやチョコベビーなど小粒チョコレート製品の今後の開発方針を検討していた明治の研究所へ持ち込まれたが、当時のチョコレート製品は板チョコやチョコバーが一般的でポッキーがようやく出始めたという状況であり、この奇妙な試作品には賛否両論が出た。
その後は5年の開発期間をかけ、食べやすくするため軸をクラッカーにする、そのクラッカーの焼成方法も工夫する、形に可愛らしさを加える、チョコとクラッカーが組み合わさる味わいをベストにする、チョコにクラッカーを挿す工程を試行錯誤する、など何百もの試作を重ねた。
やがて新商品としてリリースするにあたり、商品名とパッケージについても慎重に議論が進められた。当時は暮らしの欧米化に伴い、スタイリッシュな欧米風の菓子名とパッケージが流行していた。しかし、高度経済成長も一段落して安定成長に入ったことから、消費者は自然ののどかさを求めていると読み、「郷愁や自然、人間のやさしさといったイメージを表現する親しみやすいネーミング」として「きのこの山」という名前がつけられ、パッケージもそれまで菓子製品には不適とみられていた緑を基調とする、里山をモチーフにしたデザインが選ばれた。前例が無いタイプの製品であったため、発売の半年前にはエリア限定のテスト販売を行うなど、消費者へのアプローチも手探り状態であった。
きのこの山は1975年（昭和50年）に発売されると爆発的な大ヒット商品になり、新発売された菓子の販売記録を塗り替えた。製造ラインがあった大阪工場は、ラインを増やしてフル稼働しても生産が間に合わないほどで、営業担当者から納品を催促する電話が引きもきらなかった。4年後には姉妹品の「たけのこの里」も登場し、日本にファンシーチョコスナックというジャンルが開拓された。
一般に菓子製品のライフサイクルは食べ始めた子供が成人するまでの20年であり、きのこの山も1990年代末には売り上げが落ち込んでいた。しかし、2001年（平成13年）に、たけのこの里とのライバル関係をアピールした「きのこ・たけのこ総選挙」キャンペーンを実施して改めて注目を集め、売上の回復に成功した。また、投票への恩返しという名目で2003年（平成15年）にはミルクとカカオの香りが引き立つようチョコレートを2層にするモデルチェンジを行った。
2008年（平成20年）に新たなキャラクターとして「きのこの山」に「きの山さん」が登場し、翌2009年（平成21年）には「たけのこの里」に「たけ里ブラザーズ」が登場した。
2013年（平成25年）には、子供や子持ち親以外の世代にも訴求できるよう、甘さを抑え重量を増やした「大人のきのこの山」を発売し、売上の維持を図っている。
知的財産権関連では、2016年（平成28年）12月に明治は「きのこの里」と「たけのこの山」という実際には存在せず発売予定も無い商品名の商標登録を特許庁に出願し、その後、問題なく登録された。これは、カシオの腕時計「G-SHOCK」が「A-SHOCK」から「Z-SHOCK」までを漏れなく商標登録しているのと同様、他者による類似品の使用を防ぐための布石であるが、世界的大ヒットとなったピコ太郎の「PPAP」の商標が同年10月に無関係な大阪の企業に先取されてしまったことをきっかけとして行われた予防的措置（防衛出願）であった。ただし、使用できない商標は3年で取消の対象になるため、今度も明治は対応を迫られはする。
2018年（平成30年）3月には、きのこの山が立体商標として登録された（後述）。

## 形状

### 特徴
2019年のプレスリリースによると「たけのこの里」は「サクサクの味わいクッキーを組み合わせた」となっているのに対し、「きのこの山」は「サクサクとしたクラッカーを組み合わせた」と説明されている。きのこの形に特定のモデルはないが、テレビ朝日の番組調べではヤナギマツタケが似ているとの調査結果がある。

### 立体商標
- 2018年（平成30年）3月30日、きのこの山の菓子の形状が立体商標として登録された。この菓子を巡っては立体商標制度が導入された1997年（平成9年）に当時の明治製菓がたけのこの里と共に出願していたが、両方とも特許庁に拒絶された。2015年（平成27年）にもきのこの山のみ出願したが再度拒絶された。そこで明治は生産数や販売数、広告宣伝量に加え、首都圏と関西圏での調査で約9割超の回答者が「きのこの山」の形状だけで商品名を回答した結果を添付した上で2017年（平成29年）に再度出願した結果、全国的な認知度があるとして、特例として認められた経緯がある。なお、たけのこの里も同様の方法で2018年に再度出願し、2021年（令和3年）7月に登録された[10][11]。
- 「きのこの山」や「たけのこの里」での形状のみでの立体商標登録などにより、明治は2022年に令和4年度知的財産権制度活用優良企業等表彰（知財功労賞特許庁長官表彰）を受賞した[12]。

## パッケージ
製品開発時においては菓子の商品パッケージに採用されない色と思われていた、緑の色調を主体としたデザインを業界で初めて採用する。発売当初は現在よりも色が控えめでシンプルであり、のどかな山村が描かれていた。現在は、キノコが生えた農村風景が描かれている。
「ほっとひといき」のサブタイトルもつけられている。

## 期間限定商品
今までに20種類以上の限定商品が発売されている。
- 口溶けミルクキャラメル
- あじわいミント
- 宇治金時味
- ホワイトバニラチョコ
- 味わいバニラ
- ハイカカオ
- 木いちご
- 黒糖きなこ
- 赤ぶどう&白ぶどう
- 黒ゴマ抹茶
- いちごミルク
- クリーミーアーモンド
- ホワイトマカダミア
- クラシックショコラベルギー風
- 香ばし粉仕立て
- まろやかビター
- ほろにが
- キャラメル&マカダミア
- 香ばしクリスプ
- こく旨マカダミア
- ブルーベリー
- トリュフアイス（夢の味企画）
- ミックスフルーツ（ポケチョコ）
- チョコバナナ（ポケチョコ）
- 北海道あずき（ポケチョコ）
- ベルガモットミルクティー
- いちごの練乳仕立て
- まろやかきなこ
- 濃い抹茶味
- いちご&ショコラ
- チョコぬいじゃった！きのこの山 - チョコを取り除いた、すなわちクラッカーの棒だけのきのこの山。夏場はチョコレートの売り上げが低迷するため商品化された[13]。
- 日焼けしちゃった？きのこの山のジク ココア風味 - クラッカーの棒だけのきのこの山第2弾。

## 地域限定商品
北海道限定
- レアチーズケーキ
- ミルクチョコ&コーン

信州限定
- 巨峰ミルク

青森限定
- あきたこまちササニシキパフ入り
- りんご

新潟限定
- 笹だんご風味
- さくさくライスパフ入り

静岡限定
- 抹茶

東海限定
- 小倉トースト

関西限定
- きなこチョコあんこ風味
- 生姜風味栗おこし胡麻味
- 抹茶味ライス

## コラボレーション商品
- パズルゲーム - ハナヤマから発売。きのこの山の形状のピースのパズルゲーム。

## 海外版及びコピー商品
- アメリカ版はチョコルームズ（CHOCOROOMS）という名前で、赤色を主体としたエレガントなパッケージで販売されている[14]。これは、日本の正規品が内容はそのままにアメリカに輸出され、商品名およびパッケージが変更されたものである。2016年にはいちご味の「Chocorooms Strawberry」も販売された[15]。
- 韓国では、コピー商品として「チョコソンイ（초코송이）」が作られているうえ、内容はそのままに英語版として「Choco Boy」、中国版として「蘑古力」が作られている。ちなみにきのこの山そのものは中国語では「蘑菇山」と訳される。

## その他の関連商品
- バンダイがきのこの山の形をした入浴剤を2010年（平成22年）4月12日に発売した。
- きのこの傘の部分のチョコを型に流し込んで作る「きのこの山手作りキット」という商品が発売されている。また「きのこの山セパレーテッド」というチョコレートとクラッカーが別々になっているタイプが限定品として製造され、それが抽選で当たるキャンペーンが実施されたこともある。その両者の製品に入っているクラッカーの棒は、前述の「チョコぬいじゃった！きのこの山」に相当する。
- 2024年3月、明治は本製品をかたどったワイヤレスイヤホンを発売すると発表した。音声通話や音楽用と使えるほか、自動翻訳機能も備えており、世界144言語に対応している[16]。この製品はクラウドファンディングサイト「Makuake」にて同月26日正午に3500台の数量限定で販売開始され、15分も経たないうちに完売となった[17]。

## コマーシャルに起用されたタレント
- 仲里依紗（2011年 - ）
- MATSU（EXILE）（2009年 - ）
- 木下優樹菜（2008年 - ）
- 坂田利夫（2006年）
- ナインティナイン（2004年 - 2007年）
- 若槻千夏（2004年）
- ウッチャンナンチャン（2001年 - 2003年）
- SPEED（1999年 - 2000年）
- 松本潤（2013年-）

## きのこの山・たけのこの里の森
2023年（令和5年）7月に明治ホールディングスと岐阜県、関市などが森林づくりの協定を締結し、2024年（令和6年）5月11日に岐阜県関市の寺尾ケ原千本桜公園内に「きのこの山・たけのこの里の森～明治グループ自然保全区」を設置した。